# Xã Patterson, Quận Darke, Ohio
Xã Patterson (tiếng Anh: Patterson Township) là một xã thuộc quận Darke, tiểu bang Ohio, Hoa Kỳ. Năm 2010, dân số của xã này là 1.365 người.